# RATBV
RATBV S.A. este unicul operator de pe raza Municipiului Brașov care efectuează serviciul public de transport local de călători.
RATBV S.A. deține 225 de mijloace de transport în comun care operează pe 40 de trasee cu un program bine sincronizat .
Parcul auto al RATBV S.A. este format din:
- 138 autobuze standard
- 35 autobuze articulate
- 28 de autobuze Midi
- 24 de troleibuze

Activitatea zilnică  de transport public urban de călători se desfășoară :
1. Autobuze - pe 24 trasee, cu o lungime totală de 445 km, din care:
- în zile lucrătoare, 24 trasee in program 5:30 - 24:00;
- în zile de sărbătoare, 23 trasee în program 6:30 - 22:30;

               2. Autobuze Midi (BMC) - pe 9 trasee, cu o lungime totală de 123 km din care:
- în zile lucrătoare, 9 trasee in program 5:30 - 24:00;
- în zile de sărbătoare, 8 trasee în program 6:30 - 22:30;

        3. Troleibuze - pe 8 trasee, cu o lungime totală de 96 km, din care:
- în zile lucrătoare, 5 trasee in program 5:30 - 24:00;
- în zile de sărbătoare, 2 trasee în program 6:30 - 22:30;

## Linii de transport public
| Indicativ | Traseu              | Traseu                   | Curse selectate (*)          | Observații |
| --------- | ------------------- | ------------------------ | ---------------------------- | --- |
| A1        | Gara Brașov         | Aeroportul Brașov        |                              | via Livada Poștei |
| 5M        | Stadionul Municipal | Măgurele                 |                              | |
| 14        | Livada Poștei       | Fabrica de Var           |                              | via Răsăritul |
| 17        | Livada Poștei       | Noua                     |                              | |
| 17B       | Gara Brașov         | Timișul de Jos           |                              | |
| 18        | Barieră Bartolomeu  | Fundăturii               | IAR Ghimbav                  | |
| 20        | Livada Poștei       | Poiana Brașov            |                              | |
| 20B       | Livada Poștei       | Belvedere                |                              | autobuz etajat circulă exclusiv în sezonul cald                                                                               |
| 21        | Triaj               | Noua                     |                              | |
| 23        | Saturn              | Depozite ILF             |                              | |
| 24        | Livada Poștei       | Stupini Baciului         | via Stupinii Noi             | |
| 25        | Avantgarden         | Roman                    |                              | |
| 28        | Livada Poștei       | Fundăturii               | IAR Ghimbav                  | |
| 34B       | Cartier Izvor       | Livada Poștei            |                              | |
| 35        | Gara Brașov         | Noua                     |                              | |
| 37        | Craiter             | Hidro A                  |                              | |
| 40        | Gara Brașov         | Stupini Lujerului        |                              | |
| 41        | Livada Poștei       | Stupini Lujerului        |                              | |
| 52        | Pe Tocile           | Roman                    | Panselelor                   | |
| 54        | Triaj               | Hidro A                  |                              | via str. Fundătura Hărmanului, str. Hărmanului                                                                                |
| 55        | Livada Poștei       | Cetățuie                 |                              | Linie turistică |
| 56        | Roman               | Cimitir Micșunica        |                              | |
| 60        | Silver Mountain     | Telecabină Poiana Brașov |                              | via Poiana Mică circulă exclusiv în sezonul rece                                                                              |
| 100       | Gara Brașov         | Telecabină Poiana Brașov |                              | circulă exclusiv în sezonul rece                                                                                              |
| 110       | Brașov              | Cristian                 |                              | metropolitan |
| 120       | Brașov              | Vulcan                   |                              | via Cristian metropolitan |
| 130       | Brașov              | Râșnov                   |                              | via Cristian metropolitan |
| 131       | Brașov              | Râșnov Romacril          |                              | via Cristian metropolitan |
| 140       | Brașov              | Zărnești                 |                              | via Cristian, Râșnov metropolitan                                                                                             |
| 210       | Brașov              | Ghimbav                  |                              | metropolitan |
| 220       | Brașov              | Codlea                   |                              | via Ghimbav metropolitan |
| 310       | Brașov              | Satu Nou                 |                              | via Hălchiu metropolitan |
| 320       | Brașov              | Rotbav                   |                              | via Feldioara metropolitan |
| 410       | Brașov              | Sânpetru Subcetate       |                              | metropolitan |
| 411       | Brașov              | Sânpetru Residence       |                              | metropolitan |
| 412       | Brașov              | Sânpetru Morii           |                              | metropolitan |
| 420       | Brașov              | Bod                      |                              | via Sânpetru metropolitan |
| 511       | Brașov              | Podu Oltului             |                              | via Hărman metropolitan |
| 520       | Brașov              | Lunca Câlnicului         |                              | via Hărman, Prejmer metropolitan                                                                                              |
| 540       | Brașov              | Vama Buzăului            |                              | via Hărman, Prejmer, Teliu, Acriș metropolitan                                                                                |
| 610       | Brașov              | Purcăreni                | via Primărie - Transformator | via Cărpiniș, Tărlungeni, Zizin metropolitan                                                                                  |
| 611       | Brașov              | Tărlungeni               |                              | via Cărpiniș metropolitan |
| 612       | Brașov              | Purcăreni                |                              | înlocuiește liniile 610, 611 în afara orelor de vârf, precum și sâmbăta-duminica via Cărpiniș, Tărlungeni, Zizin metropolitan |
| 620       | Brașov              | Budila                   |                              | via Tărlungeni metropolitan (suspendat din considerente financiare)                                                           |
| 710       | Brașov              | Săcele                   |                              | metropolitan |
| 711       | Brașov              | Săcele Gârcini           |                              | metropolitan |
| 810       | Brașov              | Predeal                  |                              | via Timișul de Jos, Timișul de Sus metropolitan                                                                               |

| Indicativ | Traseu                    | Traseu                | Curse selectate (*) | Observații                                           |
| --------- | ------------------------- | --------------------- | ------------------- | ---------------------------------------------------- |
| 2B        | Livada Poștei             | Rulmentul             |                     | via Tractorul Nou                                    |
| 4         | Gara Brașov               | Pe Tocile             |                     | via Livada Poștei                                    |
| 5         | Stadionul Municipal       | Roman                 |                     |                                                      |
| 9         | Rulmentul                 | Stadionul Municipal   |                     | via Tractorul Nou                                    |
| 15        | Avantgarden               | Triaj                 |                     | via Coresi                                           |
| 16        | Livada Poștei             | Stadionul Municipal   |                     | via Cărămidăriei                                     |
| 22        | Saturn                    | Stadionul Tineretului |                     |                                                      |
| 23B       | Triaj                     | Stadionul Municipal   |                     | via str. 13 Decembrie, Bd. Griviței                  |
| 29        | Bartolomeu Nord           | Gara Brașov           |                     |                                                      |
| 32        | Cartier Coresi            | Valea Cetății         |                     | via Gara Brașov (numai pe sensul spre Valea Cetății) |
| 34        | Livada Poștei             | Timiș-Triaj           |                     |                                                      |
| 36        | Livada Poștei             | Independenței         |                     |                                                      |
| 50        | Camera de Comerț          | Pietrele lui Solomon  |                     |                                                      |
| 53        | Facultatea de Construcții | Panselelor            |                     |                                                      |

| Indicativ | Traseu                | Traseu        | Curse selectate (*) | Observații          |
| --------- | --------------------- | ------------- | ------------------- | ------------------- |
| 1         | Livada Poștei         | Triaj         |                     | via str. Hărmanului |
| 2         | Livada Poștei         | Rulmentul     |                     |                     |
| 3         | Stadionul Tineretului | Valea Cetății |                     |                     |
| 6         | Livada Poștei         | Saturn        |                     |                     |
| 7         | Rulmentul             | Roman         |                     |                     |
| 8         | Rulmentul             | Saturn        |                     |                     |
| 10        | Valea Cetății         | Triaj         |                     |                     |
| 31        | Valea Cetății         | Livada Poștei |                     |                     |
| 33        | Valea Cetății         | Roman         |                     |                     |

#### Statistici
|                                    | Autobuze | Troleibuze | Total     |
| ---------------------------------- | -------- | ---------- | --------- |
| Număr de linii                     | 35       | 5          | 40        |
| Șoseaua folosită                   | - km     | 21.2 km    | + 21.2 km |
| Lungimea totală a rutei            | 603.2 km | 94.8 km    | 698 km    |
| Lungimea aproximativă a rutei      | 15.08 km | 13.54 km   | 14.85 km  |
| Distanța între opriri aproximativă | 621 m    | 543 m      | 610 m     |
| Total opriri făcute                | 1020     | 174        | 1194      |

### Fostul traseu de tramvai
| Linie | Tip     | Deschis | Închis | Rută                      | Opriri | Lungime | Distanța apr. | Note                                             |
| ----- | ------- | ------- | ------ | ------------------------- | ------ | ------- | ------------- | ------------------------------------------------ |
| 101   | Tramvai | 1987    | 2006   | Saturn - Gară - Rulmentul | 20     | 13.4    | 670           | Operat între 22 August 1987 și 18 Noiembrie 2006 |

## Modificari ale traseelor și noutăți

### Modificări ale programului de transport pentru anul 2018
1) Linia 2 – prelungirea traseului până la Livada Poștei + pe sensul spre Rulmentul nu mai circulă deviat prin platforma Coresi (va opri în stația Coresi de pe str. 13 Decembrie) 
2) Linia 3 – eliminare variantă secundară de traseu (varianta Roman), rămâne traseul Stadionul Tineretului – Valea Cetății 
3) Linia 5 – corelare orar circulație cu cel al liniei 17 și eminiare variantă secundară de traseu (varianta Panselelor – va fi efectuată de linia 53) 
4) Linia 6 – modificare orar (mărirea duratei cursei pentru diminuarea întârzierilor cauzate de trafic) 
5) Linia 7 – eliminare variantă secundară de traseu (varianta Valea Cetății), rămâne traseul Rulmentul – Roman, cu o frecvență de circulație îmbunătățită  
6) Linia 8 – modificare orar (mărirea duratei cursei pentru diminuarea întârzierilor cauzate de trafic) 
7) Linia 9 – modificare traseu: pe sensul spre Rulmentul nu mai circulă deviat prin platforma Coresi (va opri în stația Coresi de pe str. 13 Decembrie) 
8) Linia 15 – prelungire traseu până în Avantgarden-Bartolomeu 
9) Linia 17 – corelare orar de circulație cu cel al liniei 5 
10) Linia 21 – modificare orar Sâmbăta și Duminica (mărirea duratei cursei pentru diminuarea întârzierilor) 
11) Linia 22 – modificare orar (mărirea duratei cursei pentru diminuarea întârzierilor cauzate de trafic) 
12) Linia 24 – prelungire traseu până în Stupini – str. Baciului și Stupinii Noi 
13) Linia 32 – modificare orar (mărirea duratei cursei pentru diminuarea întârzierilor cauzate de trafic) 
14) Linia 34 – îmbunătățirea frecvenței de circulație în intervalul de vârf de dimineață și renunțarea la deviația către Colegiul Remus Răduleț 
15) Linia 36 – modificare traseu, pe sensul spre cap linie Independenței: va circula pe str. 1 Decembrie 1918, în loc de str. Aluminiului 
16) Linia 41 – eliminarea variantei secundare de traseu (varianta Baciului – va fi efectuată cu linia 24), rămâne traseul Livada Poștei – Lujerului, cu o frecvență de circulație îmbunătățită 
17) Linia 53 – înființare traseu, Hidro A – Calea București – Berzei – Carpaților – Panselelor și retur pe la cap linie Roman – Calea București – Hidro A. 
18) Linia 60 – înființare traseu, Terminal Poiana Mică – Telecabină Poiana Brașov.